# Donawad, Chikodi
Donawad là một làng thuộc tehsil Chikodi, huyện Belgaum, bang Karnataka, Ấn Độ.